# Огњен Чанчаревић
Огњен Чанчаревић (јерм. Օգնյեն Չանչարևիչ; Титово Ужице, 25. септембар 1989) фудбалски је голман, српског порекла, који тренутно наступа за Ноу и Фудбалску репрезентацију Јерменије.

## Каријера
Каријеру је започео у ужичкој Слободи. Одатле је био уступљен локалном ГП Златибору, а касније је наступао за Слогу из Бајине Баште и Севојно. Кратко је тренирао с екипом чачанског Борца, пре него што је 2009. године стигао у крагујевачки Раднички. У првој сезони коју је провео у клубу допринео је освајању првог места на табели Српске лиге Запад, а годину дана касније с екипом је остварио и пласман у Суперлигу Србије. У клубу је провео пет година, после чега се вратио у матичну Слободу, лета 2014. Почетком следеће календарске године приступио је саставу ОФК Београда. Клуб је напустио након годину дана. Убрзо је приступио екипи лучанске Младости, где је остао до лета 2016. године. У истом прелазном року потписао је двогодишњи уговор са сурдуличким Радником. Ту је остао до зимске паузе у сезони 2017/18. Средином фебруара 2018. године остварио је свој први инострани трансфер потписавши за Алашкерт. С тим клубом се 2021. године пласирао у групну фазу Лиге конференције. У јануару 2024. је договорио услове раскида уговора с дотадашим клубом и неколико дана касније потписао за Ноу.

## Репрезентација
Селектор репрезентације Србије, Славољуб Муслин, позвао је Чанчаревића у састав, који су углавном чинили играчи из домаћег шампионата, за гостовање екипи Сједињених Америчких Држава у јануару 2017. Сусрет који је одигран на Стадиону Сан Дијего завршен је без погодака, а Чанчаревић је остао на клупи као једини фудбалер Србије који није улазио у игру пошто је читаву утакмицу бранио Филип Манојловић.
У јуну 2023, Чанчаревић је као вишегодишњи чувар мреже Алашкерта добио позив у Фудбалску репрезентацију Јерменије.  Држављанство је добио након пет година проведених у тој држави. Дебитовао је средином истог месеца, против екипе Велса, на трећој утакмици квалификација за Европско првенство у групи Д. На последњем сусрету у тој групи, који је Хрватска на Максимиру добила минималним резултатом, Чанчаревић је забележио 11 одбрана.

## Статистика

### Клупска
Ажурирано 5. марта 2024.
|                           |          |                         |     |   |    |   |    |   |   |   |     |   |  |  |
| Слобода Ужице             | 2006/07. | Српска лига Запад       | 1   | 0 | —  | — | —  | — | — | — | 1   | 0 |  |  |
|                           |          |                         |     |   |    |   |    |   |   |   |     |   |  |  |
| Слога Бајина Башта        | 2007/08. | Српска лига Запад       | 24  | 0 | —  | — | —  | — | — | — | 24  | 0 |  |  |
|                           |          |                         |     |   |    |   |    |   |   |   |     |   |  |  |
| Севојно                   | 2008/09. | Прва лига Србије        | 1   | 0 | —  | — | —  | — | — | — | 1   | 0 |  |  |
|                           |          |                         |     |   |    |   |    |   |   |   |     |   |  |  |
| Слобода Ужице (позајмица) | 2008/09. | Српска лига Запад       | 14  | 0 | —  | — | —  | — | — | — | 14  | 0 |  |  |
|                           |          |                         |     |   |    |   |    |   |   |   |     |   |  |  |
| Раднички Крагујевац       | 2009/10. | Српска лига Запад       | 20  | 0 | —  | — | —  | — | — | — | 20  | 0 |  |  |
| Раднички Крагујевац       | 2010/11. | Прва лига Србије        | 20  | 0 | —  | — | —  | — | — | — | 20  | 0 |  |  |
| Раднички Крагујевац       | 2011/12. | Суперлига Србије        | 30  | 0 | 0  | 0 | —  | — | — | — | 30  | 0 |  |  |
| Раднички Крагујевац       | 2012/13. | Суперлига Србије        | 22  | 0 | 0  | 0 | —  | — | — | — | 22  | 0 |  |  |
| Раднички Крагујевац       | 2013/14. | Суперлига Србије        | 30  | 0 | 0  | 0 | —  | — | — | — | 30  | 0 |  |  |
| Раднички Крагујевац       | Укупно   | Укупно                  | 122 | 0 | 0  | 0 | —  | — | — | — | 122 | 0 |  |  |
|                           |          |                         |     |   |    |   |    |   |   |   |     |   |  |  |
| Слобода Ужице             | 2014/15. | Прва лига Србије        | 15  | 0 | 2  | 0 | —  | — | — | — | 17  | 0 |  |  |
| Слобода Ужице             | Укупно   | Укупно                  | 30  | 0 | 2  | 0 | —  | — | — | — | 32  | 0 |  |  |
|                           |          |                         |     |   |    |   |    |   |   |   |     |   |  |  |
| ОФК Београд               | 2014/15. | Суперлига Србије        | 1   | 0 | —  | — | —  | — | — | — | 1   | 0 |  |  |
| ОФК Београд               | 2015/16. | Суперлига Србије        | 2   | 0 | 0  | 0 | —  | — | — | — | 2   | 0 |  |  |
| ОФК Београд               | Укупно   | Укупно                  | 3   | 0 | 0  | 0 | —  | — | — | — | 3   | 0 |  |  |
|                           |          |                         |     |   |    |   |    |   |   |   |     |   |  |  |
| Младост Лучани            | 2015/16. | Суперлига Србије        | 2   | 0 | —  | — | —  | — | — | — | 2   | 0 |  |  |
|                           |          |                         |     |   |    |   |    |   |   |   |     |   |  |  |
| Радник Сурдулица          | 2016/17. | Суперлига Србије        | 36  | 0 | 1  | 0 | —  | — | — | — | 37  | 0 |  |  |
| Радник Сурдулица          | 2017/18. | Суперлига Србије        | 21  | 0 | 0  | 0 | —  | — | — | — | 21  | 0 |  |  |
| Радник Сурдулица          | Укупно   | Укупно                  | 57  | 0 | 1  | 0 | —  | — | — | — | 58  | 0 |  |  |
|                           |          |                         |     |   |    |   |    |   |   |   |     |   |  |  |
| Алашкерт                  | 2017/18. | Премијер лига Јерменије | 13  | 0 | 3  | 0 | —  | — | — | — | 16  | 0 |  |  |
| Алашкерт                  | 2018/19. | Премијер лига Јерменије | 27  | 0 | 3  | 0 | 6  | 0 | 0 | 0 | 36  | 0 |  |  |
| Алашкерт                  | 2019/20. | Премијер лига Јерменије | 26  | 0 | 1  | 0 | 4  | 0 | 0 | 0 | 31  | 0 |  |  |
| Алашкерт                  | 2020/21. | Премијер лига Јерменије | 18  | 0 | 3  | 0 | 1  | 0 | — | — | 22  | 0 |  |  |
| Алашкерт                  | 2021/22. | Премијер лига Јерменије | 25  | 0 | 1  | 0 | 10 | 0 | 0 | 0 | 36  | 0 |  |  |
| Алашкерт                  | 2022/23. | Премијер лига Јерменије | 33  | 0 | 1  | 0 | 2  | 0 | — | — | 36  | 0 |  |  |
| Алашкерт                  | 2023/24. | Премијер лига Јерменије | 18  | 0 | 0  | 0 | 4  | 0 | — | — | 22  | 0 |  |  |
| Алашкерт                  | Укупно   | Укупно                  | 160 | 0 | 12 | 0 | 27 | 0 | 0 | 0 | 199 | 0 |  |  |
|                           |          |                         |     |   |    |   |    |   |   |   |     |   |  |  |
| Ноа                       | 2023/24. | Премијер лига Јерменије | 3   | 0 | 0  | 0 | —  | — | — | — | 3   | 0 |  |  |
|                           |          |                         |     |   |    |   |    |   |   |   |     |   |  |  |
| Каријера                  | Каријера | Каријера                | 399 | 0 | 15 | 0 | 27 | 0 | 0 | 0 | 441 | 0 |  |  |
|                           |          |                         |     |   |    |   |    |   |   |   |     |   |  |  |

### Репрезентативна
Ажурирано 27. децембра 2023.
| Јерменија | Јерменија | Јерменија |
| Године    | Наступа   | Голова    |
| --------- | --------- | --------- |
| 2023.     | 8         | 0         |
| Укупно    | 8         | 0         |

## Приватно
Огњенов отац, Милан, такође је професионално играо фудбал и тренирао више клубова. Иван Чанчаревић, Огњенов стриц, био је тренер екипе која је освајањем другог места на тебели Друге лиге СР Југославије за сезону 1992/93. по први пут остварила пласман у Прву савезну лигу. Лука Чанчаревић, Огњенов брат од стрица, носио је дрес Јагодине у Суперлиги Србије.

## Трофеји и награде
Раднички Крагујевац
- Српска лига Запад : 2009/10.[54][55]

Алашкерт
- Премијер лига Јерменије (2): 2017/18,[56] 2020/21.[57]
- Куп Јерменије : 2018/19.[58]
- Суперкуп Јерменије : 2021.[48]